# Heinrich Wölfflin
Heirich Wölfflin (Winterthur, Suíça, 21 de junho de 1864 - Zurique, 19 de julho de 1945) foi um escritor, filósofo, crítico e historiador da arte suíço. Wölfflin foi um dos mais influentes historiadores da arte do século XX. Autor de livros consagrados, tais como: A Arte Clássica, Conceitos Fundamentais da História da Arte e Renascença e Barroco. Sua formação se deu em Basileia, Munique e Berlim. Em Basileia foi aluno e discípulo de Jakob Burckhardt. Lecionou na Universidade de Berlim, Universidade de Munique e Universidade de Zurique, além da Universidade de Basileia.
Adotou o que foi chamado de “método formalista”, que parte da teoria da “pura-visualidade” (Argan e Fagiolo,1994). Aplicando pares opositivos, aos quais reduziu a alguns fundamentais: linear e pictórico; unidade e pluralidade; plano e profundidade; forma fechada e forma aberta; e clareza e obscuridade.

## Princípios da História da Arte
Em Principles of Art History, Wölfflin formulou cinco pares de preceitos opostos ou contrários na forma e no estilo da arte dos séculos XVI e XVII, que demonstraram uma mudança na natureza da visão artística entre os dois períodos. Estes foram:
1. Do linear (desenho, plástico, relacionado ao contorno na ideação projetada de objetos) ao pictórico (malerisch: tátil, observando manchas ou sistemas de luz relativa e de cor não local dentro da sombra, tornando a sombra e a luz integrais e permitindo que elas se substituam ou substituir o domínio dos contornos como limites fixos.)
2. Do plano à recessão: (da 'Vontade ao plano', que ordena o quadro em estratos paralelos ao plano do quadro, aos planos tornados inaparentes ao enfatizar as relações para frente e para trás e engajar o espectador nas recessões.)
3. Da forma fechada (tectônica) para a forma aberta (atectônica) (A forma fechada ou tectônica é a composição que é uma entidade independente que em todos os lugares aponta para si mesma, a forma típica do estilo cerimonial como a revelação da lei, geralmente dentro de oposições predominantemente verticais e horizontais; a forma aberta ou atectônica comprime energias e ângulos ou linhas de movimento que vão além da composição e substituem a estrutura horizontal e vertical, embora naturalmente unidos por regras ocultas que permitem que a composição seja auto -contido.)
4. Da multiplicidade à unidade: ('A arte clássica atinge sua unidade tornando as partes independentes como membros livres, e o barroco abole a independência uniforme das partes em favor de um motivo total mais unificado. No primeiro caso, a coordenação do acentos; no último, subordinação. 'Cada um dos múltiplos detalhes do primeiro é contemplado exclusivamente: a multiplicidade do último serve para diminuir o domínio da linha e para aumentar a unificação do todo multifacetado.)
5. Da clareza absoluta à clareza relativa do assunto: (isto é, da revelação exaustiva da forma do assunto, a uma representação pictórica que deliberadamente evita a clareza objetiva a fim de fornecer uma representação perfeita da informação ou aparência pictórica obtida por outros meios pictóricos.

Wölfflin estava seguindo os passos de Vasari, entre outros, ao conceber um método para distinguir o desenvolvimento do estilo ao longo do tempo. Ele aplicou esse método à arte do Trecento, Quattrocento e Cinquecento na Arte Clássica (1899), depois o desenvolveu ainda mais em Os Princípios da História da Arte (1915). Os Princípios de História da Arte de Wolfflin tornaram-se recentemente mais influentes entre os historiadores e filósofos da arte. O Journal of Aesthetics and Art Criticism, publicou um número especial comemorando o 100º aniversário da publicação dos Princípios em 2015, editado por Bence Nanay.

## Obras traduzidas
- A Arte Clássica.
- Conceitos Fundamentais da História da Arte.
- Renascença e Barroco.